# Scinax obtriangulatus
Scinax obtriangulatus és una espècie de granota endèmica del Brasil.